# Бријање
Бријање је процес уклањања длаке, најчешће са браде, односно лица, али и других делова тела, бритвом, ножићем, жилетом (бријачем) или апаратом.

## Историја
Пре проналаска бријача, коса се понекад уклањала коришћењем две љуштуре шкољки. Касније, 3000 година п. н. е. када су развијени алати од бакра, прављени су и бакарни бријачи. Могуће да је од тог доба почело естетско поимање хигијене, али је могуће и да су египатски свештеници практиковали нешто слично пре тога. Александар Велики је током своје владавине оштро пропагирао бријање и то објашњавао предношћу у борби, а и веровао је да се тако постиже уреднији изглед.

## Поступак
Иако је поступак бријања део свакодневних активности многих људи, пре свега мушкараца, у модерно време у њему учествује и наука. Према тврдњи Технолошког центра компаније „Жилет“, а заснованој на огледима, суве длаке на бради мушкарца су чврсте попут бакарних жица. Како би се длаке омекшале, постоје разни поступци, али су најједноставнији умивање (или купање) пре бријања или наношење топлог пешкира на лице. Топлота воде топи лој који иначе стварају лојне жлезде у кожи, а уколико она износи преко 48 °C уништиће и 95% бактерија које би након бријања изазвале надражај коже. Длаке ће онда да упију воду и да се прошире, па ће бити и потребно мање снаге да се пресеку. Пена за бријање која се након тога наноси има две улоге; да подмаже одсецање длаке и да представља заштитни слој између оштрог предмета и коже. Због тога, пена садржи и детерџент, али и уља. Средства са активним састојцима садрже позитивно наелектрисане молекуле, чија је сврха да што боље делују на кожу (која је „негативно наелектрисана“), али није научно доказано да је тај контакт довољно дуг. За разлику од некада, данашњи жилети се проиводе са више (и до четири) сечива, што јесте вишеструко корисно. Наиме, прво сечиво повуче длаку из фоликуле, додуше за неколико нанометара, што је довољно да је припреми да је засече следеће сечиво. Тиме се постиже да се исеку делови длаке који се нормално налазе испод коже. Приликом бријања, сила којом се делује на длаку износи од пола до килограм и по. Таква сила примењена на само једно сечиво би узроковала испупчење коже и стварање отпора, али се он смањује са повећањем броја сечива. Смер кретања бријача је важан ради потпуног уклањања длака. Уколико је смер супротан од смера раста длаке, онда ће такво уклањање бити потпуно, али ће изазвати иритацију коже. Наиме, то цима нервне завршетке и кида длаку која је у неприродном положају. Последице су микроскопски ситни процепи у које улазе бактерије. Уколико се длака сече у смеру раста, такви негативни ефекти се неће десити, али је за темељно уклањање длаке потребно сечивом прећи бар два пута. Бријање иначе уклања кисели слој који природно одбија бактерије. Средства за заштиту после бријања надокнађују тај губитак, али она на бази алкохола исушују кожу, што је утолико горе јер је већ уклањањем киселог слоја бријањем омогућено води да лакше напусти ћелије. Зато средства за хидратацију могу да помогну и да замене изгубљени заштитни слој док га кожа не створи поново. Ипак, неким мушкарцима ни то није потребно, што зависи од карактеристика њихове коже.

## Здравствени аспект
Сајт beautymag препоручује бријање макар три пута недељно, али такође и детаљну припрему која ће спречити урасле длаке и упале, која укључује и пилинг лица макар два пута недељно. Осим савета за бријање лица, разни сајтови нуде стручну помоћ и приликом бријања других делова тела. Један од начина сузбијања перути, али и гљивичних обољења коже главе је бријање до главе. Према медицинском сајту Scum Doctor.com, ово решење јесте ефикасно, али би требало да буде последње. Према писању сајта једног мушког магазина, модерно време намеће и мушкарцима да брију длаке испод пазуха и при томе би морали да воде рачуна о томе да је бријач нов и чист, да се не брију хоризонталним потезима и никада „на суво“, па чак и да у исхрану унесу више витамина Ц. Један од савета за бријање ногу је да се обавља увече, како би се кожа преко ноћи опоравила и то у топлој просторији, да се не би најежила. Према сајту магазина „Лепота & здравље“, бријање стидних длака се претпоставља другим начинима уклањања длака. Депилација тих делова тела захтева много стручности, а восак може да изазове нежељене ефекте. Бријање је брже, могуће у кућним условима, а може бити и креативније. Осим савета, постоје и тзв. „митови“, односно погрешне представе које су широко прихваћене. Једна од њих је да бријање чини да длака буде гушћа и чвршћа. Међутим, када се длака исече, њен врх постаје оштар и када избија оставља утисак да је јача и оштрија него што је била. Касније, када израсте, тај се утисак губи. Она ће брзо израсти јер јој је корен остао неоштећен. Длака неће дебљати, јер расте из свог корена који је, као што је речено, нетакнут.
Бријање може имати и психолошку позадину. Осим погрешне информисаности, дешава се некада да су родитељи против тога да сувише млада девојчица брије ноге због тога што им је сама та пракса страна. Такође, могу имати страх од повреда или иритације коже или због тога што постају свесни да њихово дете одраста.

## Статистика
Чак 90%, што би износило 94 милиона Американаца старијих од 15 година се брије, са тим да 75% то ради свакодневно. Млађи мушкарци, од 15 до 20 година се брију у просеку 275 пута годишње, да би са старошћу бријање постало чешће, отприлике једном дневно за оне старије од 20 година.